# Just Be Conscious
Just Be Conscious è un brano musicale di Megumi Hayashibara, scritto da Sato Hidetoshi, Soeta Keiji e dalla stessa Hayashibara, e pubblicato come singolo il 5 luglio 1996 dalla Starchild. Il brano è stato incluso nell'album della Hayashibara Iráváti e nella raccolta Slayers MEGUMIX. Il singolo raggiunse l'undicesima posizione della classifica settimanale Oricon, e rimase in classifica per dieci settimane, vendendo 175 110 copie. Just Be Conscious è stato utilizzato come tema musicale del film d'animazione Slayers - L'eredità degli elfi, in cui la Hayashibara doppia il personaggio di Lina Inverse, protagonista dell'anime.

## Tracce
CD singolo KIDA-136
1. Just Be Conscious – 4:38
2. RUN ALL THE WAY! – 4:55
3. Just Be Conscious (off vocal version) – 4:38
4. RUN ALL THE WAY! (off vocal version) – 4:55

Durata totale: 19:06

## Classifiche
| Classifica (1996)                        | Posizione più alta |
| ---------------------------------------- | ------------------ |
| Giappone (Classifica settimanale Oricon) | 11                 |